# Marcelo Salas
José Marcelo Salas Melinao (Temuco, 24 de dezembro de 1974) é um ex-futebolista chileno que atuava como atacante. Chamado de El Matador (em português: "O Matador"), é considerado o "melhor atacante da história do Chile"  e um dos melhores jogadores de futebol de todos os tempos da América do Sul e do mundo. Ele se destacou nas décadas de 1990 e 2000 em clubes como o Universidad de Chile, River Plate, Lazio e Juventus. Foi o capitão da Seleção Chilena de Futebol, sendo o artilheiro com quem marcou 45 gols, 37 em termos absolutos (4 em Copas do Mundo, 18 em processos de qualificação para a Copa do Mundo e 15 nos amigáveis) e 8 com o seleção nacional de futebol sub-23 do Chile.
Ele jogou no Chile, Argentina e Itália, ganhando títulos com cada clube com quem jogou.
A IFFHS classificou-o como o «31º melhor jogador sul-americano do século XX», o «19º melhor avançado sul-americano do século XX» e o «3º melhor avançado sul-americano dos anos 1990» (subindo ao pódio com os brasileiros Ronaldo e Romário). Foi considerado um dos melhores jogadores de futebol do mundo durante a segunda metade da década de 1990 e início do século XXI. Em 1997 foi classificado em terceiro lugar como o "melhor centroavante do mundo" (atrás de Ronaldo e Gabriel Batistuta) no Prêmio RSS de melhor jogador do ano, em 1998 e 1999 foi o 5º melhor centroavante do ano.[carece de fontes?] Também em 1996 e 1997 foi o "melhor atacante da América", onde fez parte do Time Ideal da América, também foi condecorado como o Futebolista Sul-Americano do Ano de 1997. Na Copa do Mundo FIFA de 1998 foi incluído entre os "10 números mais altos" do concurso. Em 2013 foi eleito o "7º melhor futebolista sul-americano da história" (revista "Bleacher Report"). Ele também foi escolhido entre os "10 melhores artilheiros da história do futebol sul-americano". O ano de 2020 foi incluído entre os "50 grandes futebolistas sul-americanos de todos os tempos", ocupando a 27ª posição.
Um atacante poderoso e tenaz, com boa técnica, que era conhecido por seu toque hábil com o pé esquerdo, bem como sua habilidade aérea, Salas teve um histórico prolífico de gols ao longo de sua carreira.
Ele é considerado (junto com Leonel Sánchez) o maior ídolo da história do Universidad de Chile, o principal ídolo estrangeiro (junto com Enzo Francescoli) de River Plate de Argentina  (integrando o ideal histórico onze) e um dos maiores ídolos da Lazio da Itália. Além de ser um dos maiores ídolos e referências do futebol nacional do Chile equipe.
Entre os anos 1996 e 2001 foi considerado um dos melhores atacantes do mundo pela imprensa mundial especializada, sendo constantemente comparado aos atacantes Ronaldo e Gabriel Batistuta. Também algumas vezes as comparações estiveram com Diego Maradona, Pelé e Gerd Müller. Após o confronto entre a seleção inglesa de futebol e a seleção chilena de futebol no estádio de Wembley, onde Salas marcou os dois gols da vitória, a imprensa inglesa destacou: "Ole, Ole, Ole... Salas é o novo Diego Maradona" e após os dois gols marcados no primeiro jogo da Copa do Mundo FIFA de 1998 contra a seleção da Itália, a imprensa espanhola titulou: "Sua cabeçada na disputa com Cannavaro lembrou de alguma forma o salto memorável de Pelé sobre Burgnich no Mundial de 1970 Final Cup".
Em 16 de dezembro de 1998, ele se juntou à Seleção do Resto do Mundo em uma partida disputada no Stadio Olimpico contra a Seleção da Itália, em comemoração ao centenário do italiano Calcio. Salas entrou na segunda fração, substituindo Gabriel Batistuta.
Ele atuou pela seleção chilena na Copa do Mundo FIFA de 1998 na França, onde marcou quatro gols em quatro partidas, levando seu país à segunda fase da competição. Além dessa Copa do Mundo, Salas jogou pelo Chile em duas Copa América torneios, ajudando seu país a terminar em quarto lugar na edição de 1999 do torneio.

## Carreira

### Universidad de Chile
Nascido em Temuco, Salas era um produto juvenil do time juvenil do Deportes Temuco até que seu pai o levou para Santiago do Chile para ser incorporado à Universidad de Chile. Salas fez sua estreia jogando pela Universidad de Chile em 1993 e se tornou titular em 4 de janeiro de 1994 contra o Cobreloa, onde também marcou um gol. Por fim, Salas se consolida na partida contra o Colo Colo no Estádio Nacional, onde marcou um hat-trick na vitória por 4-1. Suas grandes atuações rapidamente levaram os torcedores universitários a lhe darem o apelido de "Matador" devido ao seu sangue frio na hora de definir, também inspirado na canção de mesmo nome do grupo musical argentino Los Fabulosos Cadillacs, que na época estava na moda em latim América. Foi também nessa época que patenteou seu jeito particular de festejar gols: abaixou uma perna, abaixou a cabeça, esticou o braço direito e apontou o dedo indicador para o céu. Salas ajudou a equipe a conquistar títulos consecutivos em 1994 e 1995, sendo uma peça fundamental no ataque da equipe da Universidad de Chile, sendo o artilheiro em ambas as temporadas (27 e 17 gols respectivamente). Deixando um rastro de 76 gols que incluiu uma forte campanha de 1996 na Copa Libertadores.

### River Plate
Mais tarde, em 1996, Salas mudou-se para a Argentina para jogar no Atlético River, da primeira divisão argentina. Em 30 de setembro de 1996, ele marcou seu primeiro gol com a camisa do River Plate no clássico contra o Boca Juniors, no estádio La Bombonera. De 1996 a 1998, Salas marcou 31 gols em 67 jogos, ajudando River a vencer o Torneo de Apertura 1996 (onde marcou dois gols na vitória por 3 a 0 sobre o Vélez Sardfiel que o tornou campeão), o Clausura 1997, o Apertura 1997 ( marcando o gol do título contra o Argentinos Juniors), e na Supercopa Sul-Americana de 1997, onde marcou os 2 gols na final contra o São Paulo que deu a taça ao clube milionário. Além disso, foi eleito o Jogador do Ano da Argentina e o Jogador Sul-Americano do Ano em 1997. Essas conquistas consolidariam seu legado na Argentina como um dos maiores jogadores estrangeiros, ganhando o apelido "El shileno (sic) Salas ". A seleção argentina avaliou seu passe em US $ 30 milhões, tendo em vista o interesse do clube inglês Manchester United, além de grandes clubes da Itália e da Espanha por contratá-lo.

### Lazio
Em 1º de fevereiro de 1998, graças a suas boas atuações tanto na Argentina como na seleção chilena, foi vendido ao Lazio na Itália por US $ 20,5 milhões. Sendo, a transferência mais alta da história na época, depois de Ronaldo, Rivaldo e Denilson (para o Inter de Milão da Itália, Barcelona e Betis da Espanha, respectivamente).
Salas jogou na Itália por cinco anos, três com o Lazio (1998-2001), um catalisador fundamental para ajudar a recuperar um time da Lazio que não ganhava um Scudetto desde a temporada 1973-1974. Ele fez sua estreia pela Lazio em 12 de agosto de 1998 contra o campeão da Liga dos Campeões da UEFA o Real Madrid da Espanha, onde marcou o gol da vitória momentânea por 2-1 para o Troféu Teresa Herrera. Sua estreia oficial é pela Supercopa da Itália na vitória por 2 a 1 sobre o Juventus, em 29 de agosto de 1998, onde se sagrou campeão. Com Salas no time, as vitórias no futebol italiano voltaram para toda a capital italiana, após 25 anos. Ele marcou seu primeiro gol pela Campeonato Italiano de Futebol jogando pela Lazio alguns dias depois contra o Inter de Milão. Com a Lazio conquistou a Série A (sendo Salas o artilheiro da equipe com 12 anotações), uma Coppa Italia, duas Supercopa da Itália, uma Recopa Europeia e uma Supercopa da UEFA, marcando o único gol da partida nesta última, em um 1–0 vitória sobre o Manchester United.
Salas rapidamente se tornou um ídolo do Lazio tifosi, onde eles dedicaram canções a ele, a mais tradicional era: "Matador, Matador, che ce frega de Ronaldo noi c'avemo er Matador" (Matador, Matador, nos preocupamos com Ronaldo se nós tem o Matador).
Depois de rejeitar ofertas de US $ 30 milhões de clubes tão importantes como: Manchester United, Chelsea, Arsenal, Liverpool, Barcelona, Parma, AC Milan e Inter de Milão. estava em negociações com o Real Madrid para se tornar, junto com Zinedine Zidane, uma das duas grandes contratações de "merengues" de 2001. No entanto, a transferência falhou, em grande parte devido à soma exorbitante que o clube espanhol investiu na contratação de Zidane. Finalmente, naquele mesmo ano, ele assinou com a Juventus, depois de pagar ao clube € 25.000.000 (US $ 28.500.000) por ele, o que na época era a transferência mais cara de um jogador chileno.

### Juventus
Em 2001, ele foi transferido para a Juventus F.C. por 55 bilhões de liras (€ 28,5 milhões por taxa de câmbio fixa; 22 bilhões de liras em dinheiro mais Darko Kovačević) sua estadia em Turim foi interrompida devido a uma ruptura no ligamento do joelho direito contra o Bologna em uma partida válida para a Série A. Onde Salas suportaria os piores momentos de sua carreira; ele foi prejudicado por lesões, o que lhe permitiu participar em apenas 26 jogos e marcar apenas 4 gols.

### River Plate
Depois que a Juventus tentou sem sucesso transferi-lo para vários clubes, incluindo: Manchester United, Chelsea, Liverpool, Barcelona, AC Milan, incluindo o Sporting Clube de Portugal, em troca do passe de um jovem Cristiano Ronaldo.
Finalmente, em 2003, ele retornou à América do Sul em grande parte devido ao divórcio com sua ex-esposa, para ficar perto de suas filhas que viviam no Chile, voltando por empréstimo ao River Plate.
Após seu retorno à mesa milionária, os tradicionais torcedores Los Borrachos del Tablón, sacaram cartazes e selos-luminárias com a imagem de "San Matador" em alusão a Salas. Também lhe dedicaram canções que diziam: "loucura, olha, olha que emoção, esse é o Salas chileno que voltou ao Rio para ser campeão".
Salas se destacou especialmente na Copa Sul-Americana daquele ano, mas não conseguiu evitar a derrota de sua equipe na final contra o Cienciano do Peru, apesar de marcar o gol de empate por 3-3 na primeira mão. No entanto, ele mais tarde conquistou um novo título: o torneio Clausura de 2004.
Um ano depois, ele ajudou o River a chegar às semifinais da Copa Libertadores, marcando três gols na segunda rodada contra a Liga de Quito. Na semifinal, perdeu para o São Paulo por 5–2. Na segunda mão, Salas marcou o segundo gol do River, mas foi inevitável, já que o River perdeu por 2–0 na primeira mão e o River estava perdendo por 3–2 na segunda mão. Em sua segunda passagem pelo River, Salas marcou 17 gols em 43 jogos.
Marcelo Salas é um dos maiores ídolos do torcedor milionário, ao lado de Ángel Labruna, Enzo Francescoli, Ramón Díaz, Norberto Alonso, Ubaldo Fillol, Amadeo Carrizo, entre outros. Além disso, é um dos poucos jogadores estrangeiros a ocupar o cinturão de capitão da clube argentino.

### Universidad de Chile
Entre 2004 e 2005, ele recebeu ofertas para retornar ao futebol europeu do Barcelona na Espanha e Inter de Milão na Itália, entre outros.
No final de julho de 2005, foi confirmado que ele voltaria ao seu time de futebol original, Universidad de Chile em um contrato temporário com a Juventus, e o amor sem fim dos torcedores da Universidad de Chile por Salas era evidente. Ele levou o Universidad de Chile à final da copa. A final de 2005 foi decidida em pênaltis, vencido pela Universidad Católica. Depois que rumores de aposentadoria floresceram no verão de 2006, Salas começou a campanha com o Universidad de Chile e levou o time à final mais uma vez, que viu o Universidad de Chile perder o título para o arquirrival Colo-Colo nos pênaltis.
Salas anunciou sua aposentadoria em 28 de novembro de 2008, aos 33 anos. Antes do jogo de 23 de novembro, onde a Universidad de Chile venceu o Cobreloa por 3–2, com dois gols de Matador no Estádio Nacional.
Salas jogou sua partida de despedida em 2 de junho de 2009. Entre os jogadores convidados estavam seus amigos dos times da Universidad de Chile 1993-1996, River Plate, Juventus, além de membros do time do Chile na Copa do Mundo de 98 da França. Mais de 70.000 pessoas compareceram para fazer uma saudação final. Jogando pelos dois lados, ele conseguiu marcar três gols.

## Seleção Chilena
Em 30 de abril de 1994, no Estádio Nacional de Chile, Salas estreou pela Seleção Chilena de Futebol aos 19 anos, marcando seu primeiro gol internacional no empate de 3 a 3 com a Argentina de Diego Maradona, que se preparava para a Copa do Mundo de 1994.
Em 1995 ele conquistou a Copa do Canadá marcando o gol da vitória dos chilenos aos 87 minutos do jogo na final contra o Canadá (2-1).
Durante a campanha de qualificação para a Copa do Mundo de 1998, Salas marcou 11 gols. Ele marcou gols memoráveis: contra a Argentina em casa, em Quito e em casa contra o Equador e em casa contra o Uruguai, incluindo hat-tricks contra Colômbia e Peru e um gol na final contra a Bolívia. Contra o Peru, ele se tornou o mais jovem jogador de futebol chileno a usar o cinturão de capitão, com apenas 22 anos de idade.

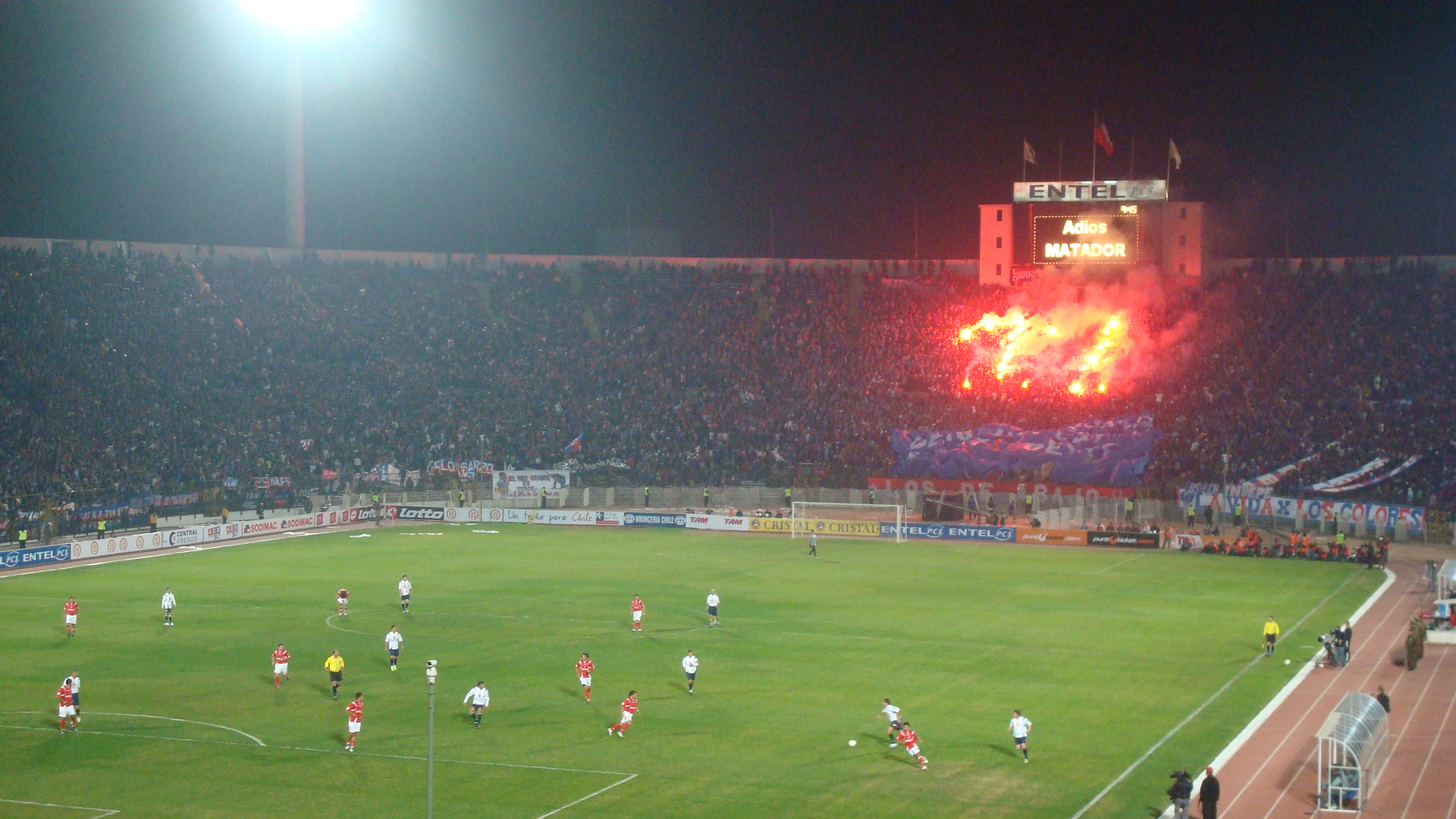
Jogo de despedida de Salas em 2 de junho de 2009 no Estádio Nacional de Chile

Na viagem preparatória para a Copa do Mundo FIFA de 1998 na França, o Chile jogou um amistoso com a Inglaterra diante de cerca de 65.000 espectadores no lendário Estádio de Wembley em 11 de fevereiro de 1998. Em uma partida memorável, o Chile venceu por 2 a 0 com gols de "O Matador". A primeira, de grande fatura, com perfeito controle, giro e definição, sem deixar a bola tocar o solo após um passe de mais de 60 metros. O segundo, um pênalti que ele criou depois de brilhantemente driblar o zagueiro inglês Sol Campbell.
Em 1998, Marcelo Salas teve uma atuação destacada na França Copa do Mundo FIFA de 1998, chegando às oitavas de final do torneio, marcando 4 gols (dois contra a Itália, um contra Áustria e um contra Brasil), sendo o terceiro artilheiro dessa Copa do Mundo, junto com o atacante brasileiro Ronaldo, estando a apenas 1 dos chuteira de bronze, e 2 dos chuteira de ouro.
Em 1999 com a Seleção Chilena de Futebol chega às semifinais da Copa América, onde obtém a quarta colocação.
Em 15 de agosto de 2000, Salas foi a grande figura da Chile vitória por 3 a 0 sobre a Brasil, marcando um golaço e sendo o jogador mais importante do time partida, disputada na qualificação da Copa do Mundo 2002.
Devido a problemas com lesões, as partidas de Salas pelo Chile foram limitadas depois de 2001. Ele marcou quatro gols em nove partidas durante a campanha Eliminatórias da Copa do Mundo 2002 e durante Eliminatórias para a Copa do Mundo de 2006. ele ultrapassou Iván Zamorano como o maior artilheiro de todos os tempos do país pela segunda vez (ele já havia feito isso em 1998) com seu 35º gol contra Bolívia.
Em 18 de novembro de 2007, durante uma partida válida pela qualificação pela Copa do Mundo 2010 que o Chile enfrentou Uruguai, Marcelo Salas marcou seus últimos 2 gols no mítico Estádio Centenario, o primeiro com uma cabeçada após o centro de Carlos Villanueva e o segundo, pênalti.

## Títulos
Universidad de Chile
- Campeonato Chileno: 1994, 1995

 River Plate
- Supercopa Libertadores: 1997
- Campeonato Argentino: 1996 (Apertura), 1997 (Apertura e Clausura), 2004 (Clausura)

 Lazio
- Supercopa Europeia: 1999
- Recopa Europeia: 1999
- Campeonato Italiano: 1999–00
- Copa da Itália: 2000
- Supercopa da Itália: 1998, 2000
- Taça de Amsterdã: 1999

 Juventus
- Campeonato Italiano: 2001–02, 2002–03
- Supercopa da Itália: 2002

## Artilharias

### Clubes
Universidad de Chile
- Copa do Chile: 1994 - 12 gols

 River Plate
- Supercopa Libertadores: 1997 - 7 gols

 Lazio
- Supercopa da UEFA: 1999 - 1 gol

### Seleção
- Eliminatórias da Copa do Mundo FIFA de 1998 - América do Sul - 11 gols (segundo artilheiro)
- Copa do Mundo FIFA de 1998 - 4 gols (terceiro artilheiro)

## Prêmios individuais
- A equipe ideal da América (2): 1996, 1997
- Melhor jogador do Supercopa Libertadores 1997
- Melhor jogador da América (1): 1997
- Jogador do Ano da Argentina (1): 1997
- Olimpia de Oro (1): 1997[49]
- Prêmio ao melhor atleta do Chile (1): 1997
- Prêmio ao melhor atleta profissional de futebol do Chile (2): 1997, 1998
- Terceiro apontador (compartilhado) Copa do Mundo FIFA de 1998
- Incluído nas 10 figuras de Copa do Mundo FIFA de 1998[50]
- Melhor debutante da história da Calcio[51]
- Melhor jogador do Supercopa da UEFA de 1999
- Seleção do campeonato Italiano 1998-99
- Melhor atacante sul-americano dos anos 90 pelo IFFHS: # 3[52]
- Melhor atacante sul-americano do século XX pelo IFFHS: # 19[52]
- Melhor jogador sul-americano do século XX pelo IFFHS: # 31[52]
- Ordem do Libertador San Martín (1): 2009[53]
- Incluído nos 10 melhores artilheiros da história do futebol sul-americano[54]
- 7º melhor jogador de futebol da América do Sul na história (revista "Bleacher Report")[55]
- 4º melhor atacante da história da América do Sul nos anos 90[56]
- Incluído nos 50 melhores jogadores de futebol da história, representativos de cada país, por These Football Times (The Guardian)[57]
- Incluído entre os 50 maiores jogadores de futebol sul-americanos de todos os tempos: # 27[58]
- IFFHS MEN’S ALL TIME CHILE DREAM TEAM[59]